# Maspalomas Challenger 2022
Il Maspalomas Challenger 2022 è stato un torneo maschile tennis professionistico. È stata la 1ª edizione del torneo, facente parte della categoria Challenger 80 nell'ambito dell'ATP Challenger Tour 2022, con un montepremi di 45 730 €. Si è giocato dal 28 novembre al 4 dicembre 2022 sui campi in terra rossa del Club Conde Jackson Tennis di Maspalomas, in Spagna.

## Partecipanti

### Teste di serie
| Nazionalità | Giocatore          | Ranking* | Testa di serie |
| ----------- | ------------------ | -------- | -------------- |
| Serbia      | Dušan Lajović      | 102      | 1              |
| Germania    | Yannick Hanfmann   | 131      | 2              |
| Rep. Ceca   | Vít Kopřiva        | 153      | 3              |
|             | Aleksandr Ševčenko | 156      | 4              |
| Belgio      | Kimmer Coppejans   | 199      | 5              |
| Bulgaria    | Adrian Andreev     | 207      | 6              |
| Rep. Ceca   | Dalibor Svrčina    | 226      | 7              |
| Serbia      | Miljan Zekić       | 239      | 8              |

* Ranking al 21 novembre 2022.

### Altri partecipanti
I seguenti giocatori hanno ricevuto una wild card per il tabellone principale:
- Iñaki Cabrera Bello
- Pablo Llamas Ruiz
- Alejandro Moro Cañas

Il seguente giocatore è entrato in tabellone come alternate:
- Edoardo Lavagno

I seguenti giocatori sono passati dalle qualificazioni:
- Andrey Chepelev
- Moez Echargui
- Imanol López Morillo
- Gian Marco Moroni
- David Pérez Sanz
- Eric Vanshelboim

Il seguente giocatore è entrato in tabellone come lucky loser:
- Rudolf Molleker

## Campioni

### Singolare
Dušan Lajović ha sconfitto in finale  Steven Diez con il punteggio di 6v1, 6–4.

### Doppio
Evan King /  Reese Stalder hanno sconfitto in finale  Marco Bortolotti /  Sergio Martos Gornés con il punteggio di 6–3, 5–7, [11–9].